# Еван Рейчел Вуд
Еван Рейчел Вуд (англ. Evan Rachel Wood) — американська акторка, співачка, модель. Номінантка премій «Еммі» й «Золотий глобус».

## Ранні роки
Народилася в місті Ролі, штат Північна Кароліна, в єврейській сім'ї. Її мати Сара Лінн Мур - акторка, режисерка та вчителька акторської майстерності. Батько Айра Девід Вуд ІІІ - відомий на місцевому рівні актор, співак, театральний директор і драматург; виконавчий директор театральної компанії «Theatre in the Park». Брат Айра Девід Вуд IV є актором. Еван Рейчел Вуд також має двох інших братів і сестру. Її тітка по батьковій лінії, Керол Вінстед Вуд, була художницею-постановницею в Голлівуді.
У дитинстві Вуд брала активну участь у «Theatre in the Park», зокрема знялася в 1987 році в постановці музичної комедії свого батька «Різдвяна пісня», коли їй було лише кілька місяців. Згодом вона зіграла Привида минулого Різдва в кількох виставах і Гелен Келлер у постановці «Чудотворець» під керівництвом батька.
Еван Рейчел Вуд відвідувала початкову школу в Кері, штат Північна Кароліна, де зіграла головну роль у шкільній постановці «Русалонька». Після того, як її батьки розлучилися, Вуд переїхала з матір'ю в рідний Лос-Анджелес, штат Каліфорнія, у 1997 році, щоб продовжити акторську кар'єру. Там вона відвідувала державну школу, перш ніж у 12 років перейти на домашнє навчання. У 12 років Вуд отримала чорний пояс з тхеквондо.

## Кар'єра

### 1994―2000
Вуд почала кар'єру акторки, знімаючись у кількох телесеріалах з 1994 року, таких як «Американська готика», «Профайлер» і «Знову і знову».
Перша головна роль Вуд на екрані була в малобюджетному фільмі 1997 «Підкоп до Китаю». Фільм отримав приз дитячого журі на міжнародному Чиказькому дитячому кінофестивалі. Вуд згадує, що ця роль спочатку була складною для неї, але зазначає, що вона зрештою привела її до рішення, що акторська майстерність це те, що вона ніколи не захоче покинути. У тому ж році вона зіграла роль в фантастичному фільмі режисера Гріффіна Данна з Сандрою Буллок і Ніколь Кідман у головних ролях «Практична магія».

### 2001―2005
У 2001 році виходить молодіжна комедія «Маленькі секрети», в якій Вуд зіграла 14-річну скрипальку Емілі Ліндстром. За цю роль вона була номінована на премію Young Artist Awards у номінації «Найкраща провідна молода акторка». У тому ж році Вуд зіграла роль другого плану у науково-фантастичному фільмі «Симона».
У 2003 році Вуд зіграла роль проблемної підлітки в фільмі «Тринадцять», що принесло їй номінації на «Золотий глобус» та на премію «Гільдії кіноакторів». У тому ж році у неї була роль у фільмі «Останній рейд», а також в епізоді «CSI: Місце злочину». Наступні ролі Вуд були здебільшого у похмурих незалежних фільмах, таких як «Диявол у плоті» та «Це трапилося в долині».
У 2005 році Еван Рейчел Вуд знялася у фільмі «Видимість гніву» й в кліпі на пісню «Wake Me Up When September Ends» гурту Green Day.

### 2006―2008
У вересні 2006 року Вуд отримала премію журналу Premiere. Того ж року газета The Guardian описала її як «мудру не за роками і одну з найкращих акторок свого покоління».
Пізніше Еван Рейчел зіграла роль Наталі Фінч у комедійно-драматичному фільмі 2006 року «На гострій грані». Фільм режисера Раяна Мерфі з Аннетт Бенінг у головній ролі був заснований на мемуарах Огюста Берроуза, які є напівавтобіографічною розповіддю про його дитинство в неблагополучній родині.
У вересні 2007 року вийшло ще дві картини з Вуд, «Мій тато псих» та «Крізь Всесвіт». Остання принесла їй номінації на премії «Золотий глобус» та «Оскар».
У 2008 році вона зіграла молодшу версію персонажки Уми Турман у фільмі Вадима Перельмана «Все життя перед її очима», знятим за однойменним романом Лаури Касішке. У тому ж році вона знялася у фільмі «Рестлер», завдяки якому стала лауреаткою премії «Золотий лев» за найкращий фільм на Венеційському кінофестивалі.

### 2009―нині
У 2009 році відбулася прем'єра фільму «Будь що буде» Вуді Аллена, в якому Вуд зіграла молоду дружину персонажа. Пізніше вона висловила жаль, що погодилася на цю роль, і заявила, що більше не працюватиме з Алленом. У травні 2009 року вона зіграла Джульєтту у шести благодійних спектаклях «Ромео та Джульєтта», постановкою керував її брат.

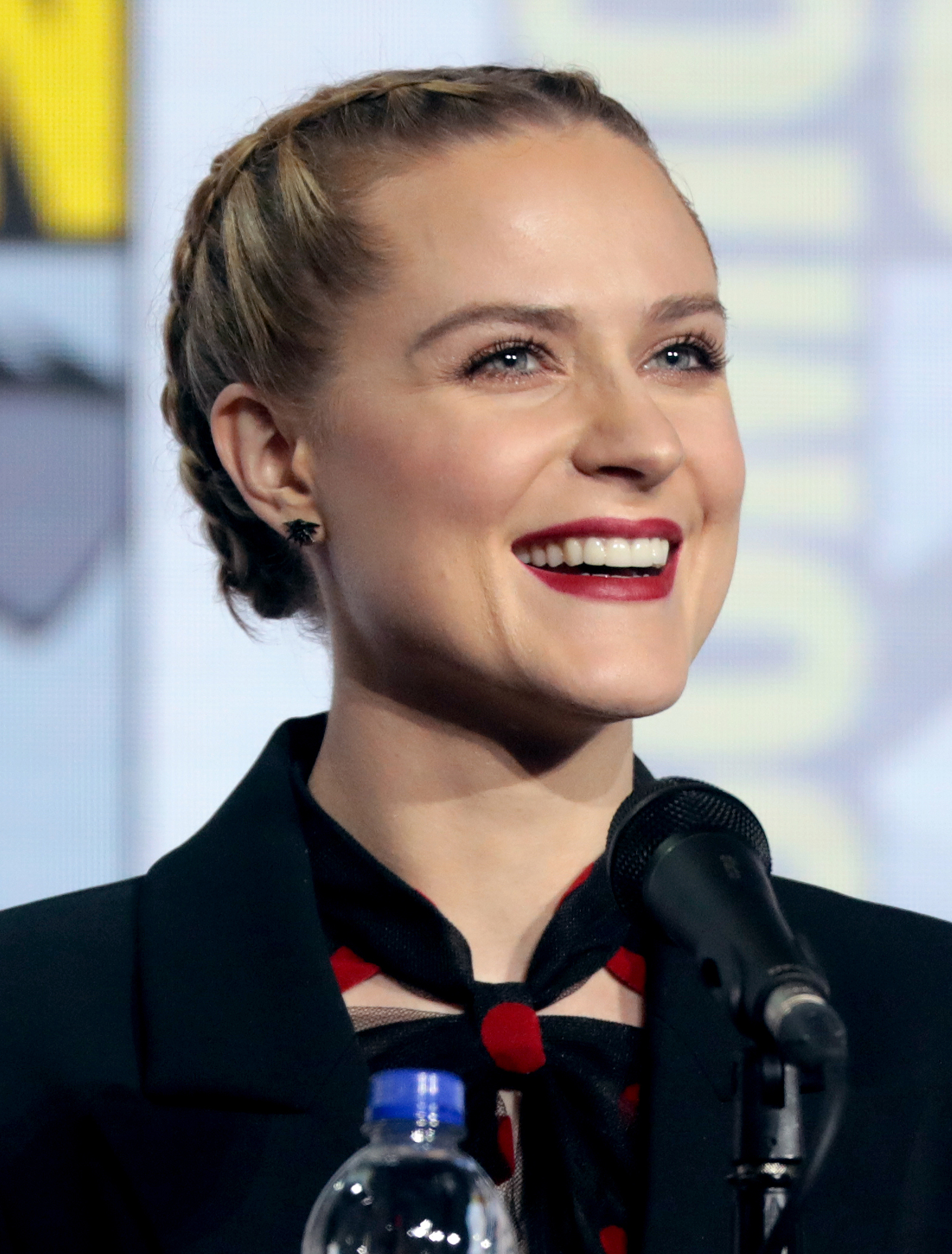
Еван Рейчел Вуд на San Diego Comic-Con у 2019.

З 2009 до 2011 року Вуд знімалася в серіалі «Справжня кров». Потім вона зіграла у фільмах «Змовниця» та «Березневі іди». В 2013 вийшла картина «Небезпечна ілюзія», в якому Вуд зіграла Габі. Вона також озвучила Маріанну у мультфільмі «Дивні чари» у 2015 році й стала обличчям аромату Gucci Guilty Eau fragrances у 2016. З 2016 року Вуд грає в серіалі «Край «Дикий Захід»». У серпні 2019 року вона повідомила у твіттері, що була запрошена озвучити королеву Ідуну у мультфільмі «Крижане серце 2».

## Особисте життя
Після зйомок у відеокліпі на пісню «Wake Me Up When September Ends» гурту Green Day в 2005 році Вуд почала зустрічатися з актором Джеймі Беллом. Вони зробили парні тату з ініціалами одне одного. Після року стосунків пара розлучилася.
З грудня 2006 року по листопад 2008 року Вуд зустрічалася з музикантом Меріліном Менсоном. Пізніше вони відновили стосунки та побралися у січні 2010 року, але у серпні розірвали заручини. У 2016 році Вуд розповіла репортеру Rolling Stone, що її двічі зґвалтували. У лютому 2021 року Вуд назвала Менсона своїм ймовірним кривдником в Instagram, після чого ще чотири інші жінки висунули подібні звинувачення проти нього. На сьогодні 16 осіб висунули звинувачення проти Менсона, і четверо подали на нього до суду за сексуальне насильство. 
У березні 2022 року HBO випустив документальний серіал «Повстання Фенікса», присвячений цим звинуваченням і обставинам, які змусили Вуд, якій на той час було 18 років, вступити в стосунки з 37-річним Менсоном. Того ж місяця Менсон подав позов проти Вуд за наклеп, навмисне заподіяння емоційного стресу, ймовірні порушення Каліфорнійського закону про доступ до комп’ютерних даних і шахрайство, а також за фальсифікацію федеральних документів. Ні HBO, ні режисерка серіалу «Повстання Фенікса» Емі Дж. Берг не були названі в позові.
У 2011 році Вуд здійснила камінг-аут як бісексуалка і пізніше обговорила свою орієнтацію в інтерв'ю з журналом Esquire: «Я готова до всього. Зустріти милого хлопця, зустріти милу дівчину».
Влітку 2011 року стало відомо, що Вуд відновила стосунки з Джеймі Беллом. Вони одружилися 30 жовтня 2012, а 29 липня 2013 Вуд народила сина Джека Матфіна Белла. У Вуд були домашні пологи, і вона публічно подякувала Рікі Лейку, автору документального фільму «The Business of Being Born», за натхнення у прийнятті рішення. У травні 2014 року Вуд і Белл оголосили про розлучення. Розлучившись з Беллом, Еван деякий час зустрічалася з акторкою Кетрін Менніг.
У січні 2017 року стало відомо, що Вуд побралася з музикантом Заком Віллом, колегою з музичного колективу Rebel and a Basketcase, але у вересні вони розірвали заручини.
31 січня 2019 року Вуд розповіла, що у 22-річному віці, страждаючи на посттравматичний стресовий розлад, викликаний кількома зґвалтуваннями та проблематичними стосунками, вона здійснила спробу самогубства і добровільно лягла на лікування в психіатричну клініку.

## Фільмографія
| Рік       |    | Українська назва             | Оригінальна назва                         | Роль                                                |
| --------- | -- | ---------------------------- | ----------------------------------------- | --------------------------------------------------- |
| 1994      | тф | У пошуках Грейс              | Search for Grace                          | молода Сара / Робін                                 |
| 1995      | ф  | Тато для Чарлі               | A Father for Charlie                      | Тесса                                               |
| 1998      | ф  | Обхід                        | Detour                                    | Даніелла Роджерс                                    |
| 1998      | ф  | Підкоп у Китай               | Digging to China                          | Гарріет Франковіц                                   |
| 1998      | ф  | Практична магія              | Practical Magic                           | Кайлі Оуенс                                         |
| 1999—2002 | с  |                              | Once and Again                            | Джессі Саммлер (55 епізодів)                        |
| 2001      | ф  | Хранителька секретів         | Little Secrets                            | Емілі Ліндсторм                                     |
| 2002      | ф  | Симона                       | Simone                                    | Лейні Крістіан                                      |
| 2002      | с  | Західне крило                | The West Wing                             | Хоган Крегг (Епізод: "The Black Vera Wang")         |
| 2003      | с  | CSI: Місце злочину           | CSI: Crime Scene Investigation            | Нора Істон (Епізод: "Got Murder?")                  |
| 2003      | ф  | Тринадцять                   | Thirteen                                  | Трейсі Луїз Фріленд                                 |
| 2003      | ф  | Останній рейд                | The Missing                               | Лілі Гілкесон                                       |
| 2005      | ф  | Диявол у плоті               | Pretty Persuasion                         | Кімберлі Джойс                                      |
| 2005      | ф  | Це трапилось у долині        | Down in the Valley                        | Тоуб                                                |
| 2006      | ф  | На гострій грані             | Running with Scissors                     | Наталі Фінч                                         |
| 2007      | ф  | Мій тато - псих              | King of California                        | Міранда                                             |
| 2007      | ф  | Крізь Всесвіт                | Across the Universe                       | Люсі                                                |
| 2007      | мф | Досягти Терри                | Battle for Terra                          | Мала (озвучення)                                    |
| 2008      | ф  | Реслер                       | The Wrestler                              | Стефані                                             |
| 2008      | ф  | Все життя перед її очима     | The Life Before Her Eyes                  | Діана                                               |
| 2009—2011 | с  | Реальна кров                 | True Blood                                | Софі-Енн Леклерк (8 епізодів)                       |
| 2009      | ф  | Будь що буде                 | Whatever Works                            | Мелоді                                              |
| 2010      | ф  | Змовниця                     | The Conspirator                           | Енн Сарретт                                         |
| 2011      | ф  | Березневі іди                | The Ides of March                         | Моллі                                               |
| 2011      | с  | Мілдред Пірс                 | Mildred Pierce                            | Веда Пірс (2 епізоди)                               |
| 2013      | ф  | Небезпечна ілюзія            | The necessary death of charlie countryman | Габі                                                |
| 2013      | ф  | Справа в тобі                | A Case of You                             | Берді Хейзел                                        |
| 2014      | ф  | Босоніж містом               | Barefoot                                  | Дейзі                                               |
| 2015      | ф  | В ліс                        | Into the Forest                           | Ева                                                 |
| 2016—2022 | с  | Західний світ                | Westworld                                 | Долорес Абернаті (35 епізодів)                      |
| 2018      | с  | Історія напідпитку           | Drunk History                             | Дебора Семпсон (Епізод: "Heroines")                 |
| 2019      | с  | Чим ми займаємося в тінях    | What We Do in the Shadows                 | Еван (Епізод: "The Trial")                          |
| 2019      | с  | Історія напідпитку           | Drunk History                             | Мері Шеллі (Епізод: "Are You Afraid of the Drunk?") |
| 2019      | мф | Крижане серце 2              | Frozen 2                                  | Ідуна (озвучення)                                   |
| 2020      | ф  | Каджілліонер                 | Kajillionaire                             | Доліо Дайн                                          |
| 2020      | ф  | Вієна і Фантоми              | Viena and the Fantomes                    | Сьюзі                                               |
| 2022      | ф  | Дивний: Історія Ела Янковича | Weird: The Al Yankovic Story              | Мадонна                                             |
| 2023      | ф  |                              | Backspot                                  | Ейлін Макнамара                                     |

Зйомки в музичних кліпах
- 2005 — Green Day («Wake Me Up When September Ends»)
- 2005 — Bright Eyes («At the Bottom of Everything»)
- 2007 — Marilyn Manson («Heart-Shaped Glasses»)
- 2015 — Brandon Flowers («Can't Deny My Love»)
- 2019 — Beck («Uneventful Days»)
- 2021 — Ben Barnes («11:11»)

## Нагороди та номінації
| Нагорода                       | Рік  | Категорія                                                                | Робота        | Результат |
| ------------------------------ | ---- | ------------------------------------------------------------------------ | ------------- | --------- |
| Золотий глобус                 | 2004 | Найкраща жіноча роль — драма                                             | Тринадцять    | Номінація |
| Золотий глобус                 | 2012 | Найкраща жіноча роль другого плану в серіалі, мінісеріалі або телефільмі | Мілдред Пірс  | Номінація |
| Золотий глобус                 | 2017 | Найкраща жіноча роль у телесеріалі — драма                               | Західний світ | Номінація |
| Еммі                           | 2011 | Найкраща жіноча роль другого плану в мінісеріалі або телефільмі          | Мілдред Пірс  | Номінація |
| Еммі                           | 2017 | Найкраща жіноча роль у драматичному телесеріалі                          | Західний світ | Номінація |
| Еммі                           | 2018 | Найкраща жіноча роль у драматичному телесеріалі                          | Західний світ | Номінація |
| Премія Гільдії кіноакторів США | 2004 | Найкраща жіноча роль                                                     | Тринадцять    | Номінація |
| Премія Гільдії кіноакторів США | 2017 | Найкращий акторський склад у драматичному серіалі                        | Західний світ | Номінація |
| Супутник                       | 2004 | Найкраща жіноча роль                                                     | Тринадцять    | Номінація |
| Супутник                       | 2011 | Найкраща жіноча роль другого плану в мінісеріалі або телефільмі          | Мілдред Пірс  | Номінація |
| Супутник                       | 2017 | Найкраща жіноча роль у телесеріалі — драма / жанр                        | Західний світ | Перемога  |
| Вибір телевізійних критиків    | 2016 | Найкраща жіноча роль у драматичному телесеріалі                          | Західний світ | Перемога  |
| Сатурн                         | 2017 | Найкраща телеакторка другого плану                                       | Західний світ | Номінація |
| MTV Movie Awards               | 2004 | Найкращий прорив акторки                                                 | Тринадцять    | Номінація |